# Marian Banasiewicz
Marian Banasiewicz (ur. 26 czerwca 1937 w Pleszewie, zm. 3 marca 1999) – polski artysta rzeźbiarz, autor tablic pamiątkowych.

## Życiorys
Urodzony w rodzinie kolejarza Antoniego i Stanisławy z Komorskich. W 1951 ukończył Szkołę Podstawową nr 21 w Poznaniu. Od 1951 do 1956 uczył się w VI Liceum Ogólnokształcącym w Poznaniu przy ul. Krakowskiej. W latach 1956–1957 był zatrudniony w Poznańskiej Fabryce Maszyn Żniwnych w charakterze dekoratora witryn sklepowych. Od 1957 studiował w poznańskiej Państwowej Wyższej Szkole Sztuk Plastycznych w pracowni prof. Jacka Pugeta. W 1963 otrzymał dyplom w pracowni prof. Bazylego Wojtowicza. Podczas studiów zainteresował się tematyką plakatu. Zdobył m.in. nagrody i wyróżnienia w konkursach: na plakat o tematyce oszczędnościowej PKO (1963), na 20-lecie PRL (1964) i na 20-lecie Nowej Huty (1969). W 1961 zdobył nagrodę w konkursie na rzeźbę parkową w Poznaniu. W 1962 brał udział w konkursie na pomnik ofiar obozu Kulmhof w Chełmnie nad Nerem (wyróżnienie). W 1967 zdobył kolejne wyróżnienie za projekt pomnika Przemysława I. W 1973 zdobył natomiast nagrodę w konkursie medalierskim Rok Nauki Polskiej. W latach 1965–1970 pracował w Zakładach Cegielskiego jako plastyk. Od około 1970 wznowił swoje zainteresowania rzeźbą (medalierstwo, formy kameralne i portretowe). Poszukiwał także nowatorskich rozwiązań materiałowych (np. żywice, czy łączenie szkła z brązem). Od 1965 do 1984 wykonał kilkadziesiąt tablic o charakterze płaskorzeźbowym, odchodząc od schematycznego traktowania tematyki tablicy pamiątkowej (część tych dzieł zrobił w czynie społecznym).
Zmarł 3 marca 1999 roku i został pochowany na cmentarzu Junikowo w Poznaniu.

## Tablice pamiątkowe
Ważniejsze tablice pamiątkowe:
- pamięci pomordowanych w latach 1939-1945, Gościeszyn, 1969,
- płaskorzeźba Mikołaja Kopernika, szkoła w Słupcy, 1971,
- głaz pamiątkowy, Tarnowo Podgórne, 1974,
- pamięci bohaterów Wału Pomorskiego, Zdbice, Podgaje, Lipka Krajeńska, 1978–1979,
- pamięci ofiar Fortu VII, w Poznań, 1979,
- ku czci Hipolita Cegielskiego, Śrem (odlewnia żeliwa), 1981,
- na pomniku Akcji Bollwerk, Poznań, 1982,
- na Muzeum Henryka Sienkiewicza, Poznań, 1982,
- ku czci Hipolita Cegielskiego, Trzemeszno, Środa Wielkopolska, 1983–1984,
- na obelisku ku czci pomordowanych, Chrzypsko Wielkie, 1984,
- upamiętniające Jana Sokołowskiego i Józefa Janickiego, Uniwersytet Przyrodniczy w Poznaniu, 1984,
- ku czci Józefa Kostrzewskiego, Muzeum Archeologiczne, Poznań, 1984[2],
- na pomniku Armii Poznań, Poznań, 1982,
- na domu Cyryla Ratajskiego, Poznań (ul. Chopina), 1984[3],
- na elementach Miejsca Pamięci Janowo.

## Pomniki
Ważniejsze pomniki i rzeźby:
- Pomnik Pamięci Narodowej, Słupca, 1972,
- rzeźby plenerowe, Wągrowiec (1973), Wolsztyn (1975), Kalisz (1977),
- rzeźba przed gmachem NOT w Kaliszu, 1978,
- popiersie Hipolita Cegielskiego w HCP, Poznań, 1981[2].

## Wystawy
Uczestniczył m.in. w następujących wystawach:
- Plastyka poznańska w XX-leciu PRL, Poznań, 1964,
- Rzeźba Okręgu Poznańskiego, Kalisz, 1964,
- rzeźba plenerowa, Hotel Merkury, Poznań, 1967–1972,
- poznańskiej grafiki użytkowej, Poznań, 1967,
- propozycji sztuki użytkowej, Poznań, 1968,
- Ogólnopolska Wystawa Propozycji Rzeźby Plenerowej, Poznań (Cytadela), 1969,
- Plastyka poznańska, Poznań, 1974,
- I Biennale Małych Form Rzeźbiarskich, Poznań, 1977[2].

## Życie prywatne
Od 1968 żonaty z Anną Panczenko (nauczycielką), z którą ma dwóch synów – Tomasza (ur. 1969) i Jakuba (ur. 1974).